# Ropné písky

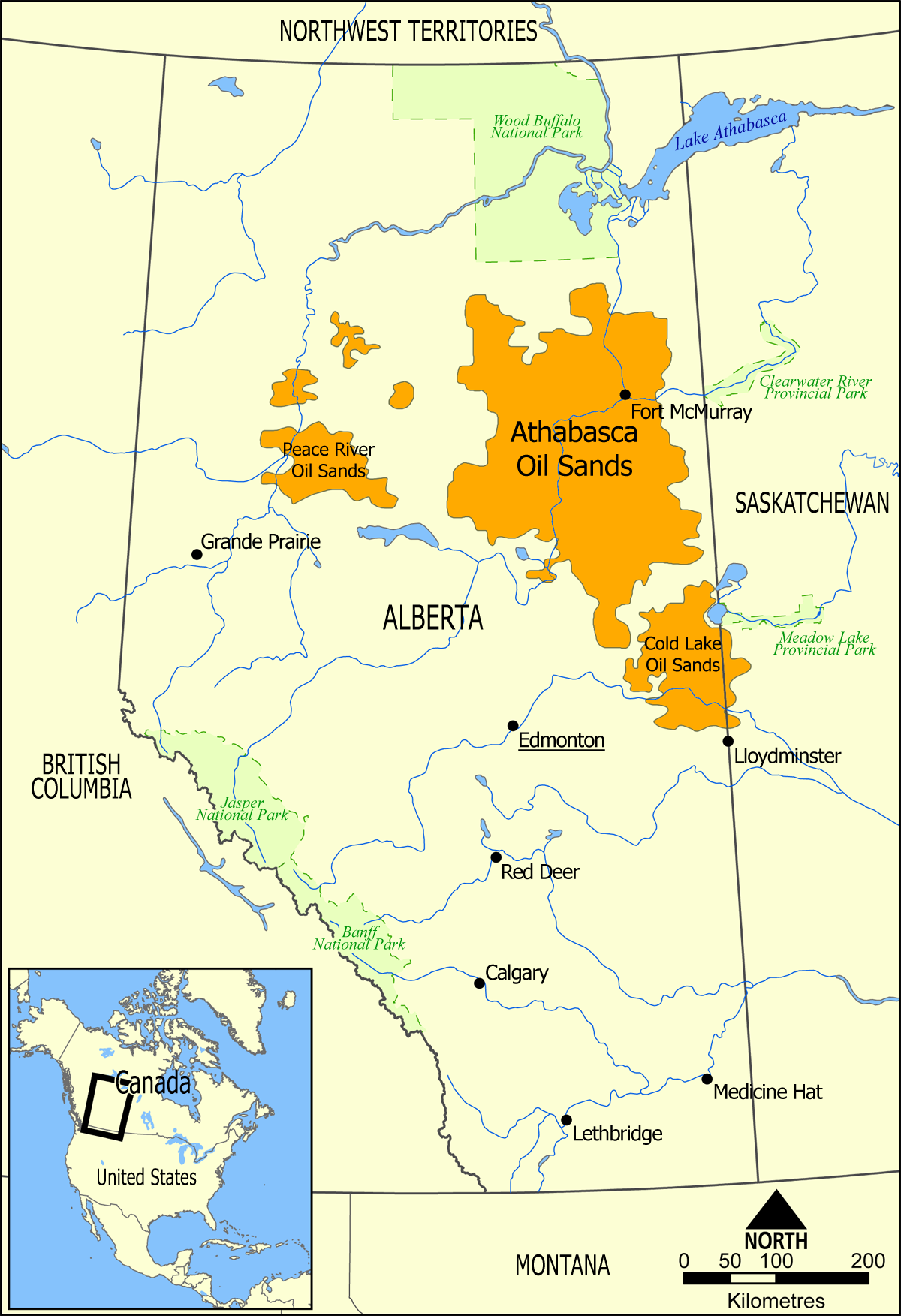
Athabasca Dehtové písky

Dehtové písky, také ropné písky nebo živičné písky, jsou směsí jílu, písku, vody a živic (bitumenů). Těží se kvůli živicím, které mohou být zpracovány na ropu.

## Složení živic z dehtových písků
Přibližné procentuální složení:
| Podíl (%) | Látka  |
| --------- | ------ |
| 83,2      | uhlík  |
| 10,4      | vodík  |
| 0,94      | kyslík |
| 0,36      | dusík  |
| 4,8       | síra   |

## Naleziště
Naleziště dehtových písků jsou po celém světě, nejvíce ve Venezuele (Dehtové písky Orinoco) a v provincii Alberta v Kanadě (Athabaské ropné písky). I když se do obvyklých statistik nezařazují, obsahují asi dvakrát více ropy než všechna klasická ropná pole dohromady, ale jak velké procento z nich půjde skutečně vytěžit, je zatím sporné.

## Metody těžby
Pokud se dehtové písky nalézají blízko zemského povrchu, těží se v povrchových dolech. Vytěžený materiál se promíchává s horkou vodou a ropné živice se sbírají z povrchu. Živice jsou mnohem hustší než běžná surová ropa, a aby mohly být transportovány v ropovodech, musí být buď smíchány s lehkou ropou nebo se štěpí pomocí krakování. Na produkci jednoho barelu ropy jsou třeba dvě tuny dehtových písků.
Odhaduje se, že 80 % kanadských dehtových písků je příliš hluboko pod povrchem. Pro hlubinnou těžbu jsou vyvíjeny metody, které vyžadují masivní injektáž horké vodní páry přímo do ložiska, čímž se živice uvolní a mohou být vypumpovány na povrch. Hlavními nevýhodami jsou nutnost mít poblíž vydatný zdroj vody a zdroj energie na produkci páry a také problém s velkým množstvím odpadní vody. Podle kritiků je masová těžba vzhledem k těmto problémům neproveditelná, zastánci těžby tvrdí, že se tyto technologie v budoucnu zefektivní.
Vzhledem k tomu, že světové zásoby ropy jsou konečné, budou tyto a jiné nekonvenční zdroje ropy pravděpodobně v budoucnosti hrát větší úlohu než dnes.